# Hyperacrius
Hyperacrius és un gènere de rosegadors de la família dels cricètids. Les dues espècies vivents d'aquest grup són endèmiques del nord del Pakistan, però l'espècie extinta era originària de la Xina del nord. Aquest gènere s'havia classificat tradicionalment en la tribu dels miodinis, però un estudi genètic publicat el 2014 posà en dubte aquesta categorització. El nom genèric Hyperacrius significa ‘molt més afilat’ en llatí.